# Beca Ruth Lee Kennedy
El Instituto Internacional de Madrid junto con la Comisión de Intercambio Cultural, Educativo y Científico entre España y Estados Unidos (Programa Fulbright) ofrece desde 1991 tres bolsas de viaje destinadas a licenciadas o doctoras de nacionalidad española que estén interesadas en ampliar sus estudios es Estados Unidos.
Estas bolsas de viaje se ofrecen en homenaje a Ruth Lee Kennedy, destacada hispanista norteamericana, experta en Tirso de Molina y en el teatro español del Siglo de Oro, que durante muchos años enseñó lengua y literatura española en Smith College.
Ruth Lee Kennedy legó en su testamento fondos al Instituto Internacional para dotar estas bolsas de viaje. La Comisión, en colaboración con el Instituto Internacional, aporta fondos adicionales , un seguro médico, así como los beneficios del Programa Fulbright para las beneficiarias durante su estancia en EE. UU.